# Presidenti dell'Assemblea nazionale dell'Artsakh

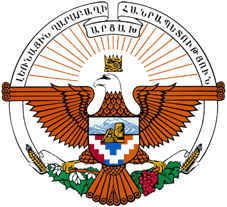
Stemma della repubblica dell'Artsakh

I presidenti dell'Assemblea nazionale dell'Artsakh sono coloro che hanno ricoperto tale carica nell'organo legislativo della repubblica dell'Artsakh, chiamata fino al 20 febbraio 2017 repubblica del Nagorno Karabakh.
Per consuetudine si reputa tale anche chi ha presieduto il Soviet Supremo del Nagorno Karabakh tra il settembre 1991 (dichiarazione di indipendenza) e le prime elezioni parlamentari del 1991.
Fino al 1994, alla conclusione cioè della prima guerra del Nagorno Karabakh, i presidenti dell'Assemblea nazionale hanno assunto il ruolo di Presidenti della Repubblica.

## Lista dei presidenti dell'Assemblea nazionale del Nagorno Karabakh
| # | Nome              | Inizio mandato    | Fine mandato     |
| - | ----------------- | ----------------- | ---------------- |
| 1 | Leonard Petrosyan | 12 settembre 1991 | 8 gennaio 1992   |
| 2 | Artur Mkrtchyan   | 8 gennaio 1992    | 14 aprile 1992   |
| 3 | Georgy Petrosyan  | 15 aprile 1992    | 14 giugno 1993   |
| 4 | Karen Baburyan    | 14 giugno 1993    | 12 marzo 1996    |
| 5 | Artur Tovmasyan   | 12 marzo 1996     | 2 dicembre 1997  |
| 6 | Oleg Yesayan      | 2 dicembre 1997   | 1º luglio 2005   |
| 7 | Ashot Ghulyan     | 1º luglio 2005    | 20 febbraio 2017 |

## Lista dei presidenti dell'Assemblea nazionale dell'Artsakh[2]
| # | Nome            | Inizio mandato   | Fine mandato   |
| - | --------------- | ---------------- | -------------- |
| 7 | Ashot Ghulyan   | 20 febbraio 2017 | 20 maggio 2020 |
| 8 | Artur Tovmasyan | 21 maggio 2020   | 29 luglio 2023 |
| 9 | Davit Iškhanyan | 7 agosto 2023    | 3 ottobre 2023 |